# Stammlinie

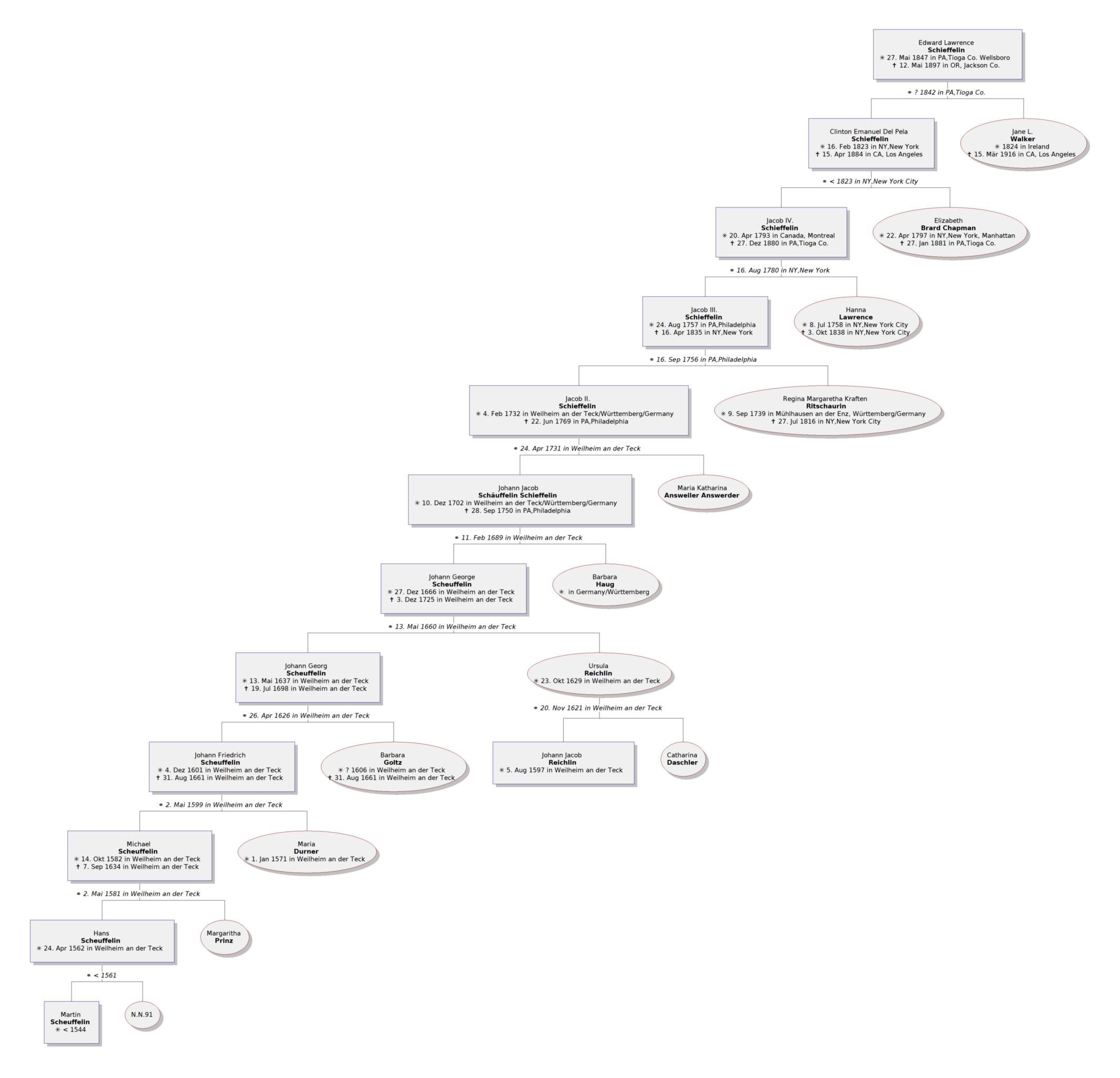
Grafische Darstellung der Stammlinie des amerikanischen Goldsuchers Ed Schieffelin (1847–1897)

Stammlinie oder Stammreihe bezeichnet in der Genealogie (Familiengeschichtsforschung) eine Abstammungs- und Erbfolge, die nur über die Vorväter an ihre ehelichen Söhne führt. Dabei werden Familienname, Verwandtschaftsbeziehungen, Ansehen, soziale Stellung, Privilegien und Eigentum von einer Generation an die nächste einlinig nach der Abstammung des Mannes übertragen und vererbt (in der Väterlinie). Eine Tochter kann die Stammlinie ihres Vaters nicht fortsetzen, weil ihre Kinder (Enkel ihres Vaters) zur Linie des Ehemannes gehören und dessen Namen tragen.
Stammlinien finden sich bei allen Adelshäusern und Herrschergeschlechtern des europäischen Kulturraums (sowie weltweit), ebenso in vielen bürgerlichen Familien. Eine Stammlinie verläuft in aufsteigender Reihe (Aszendenz) über den Vater, seinen Vater (Großvater), dessen Vater (Urgroßvater), und so weiter zurück bis zum Gründer dieser Linie, dem „Stammvater“ (Ahnherrn). Im Allgemeinen umfasst eine Stammlinie mindestens vier Vorfahren-Generationen bis zum väterseitigen Ururgroßvater, oft aber zehn und mehr Generationen; zum Nachweis der Ehelichkeit der Nachkommen werden meist auch die Ehefrauen der Vorväter namentlich genannt.
Für den Fall, dass es in der Stammlinie keinen männlichen Nachkommen gibt, entwickeln Adelsfamilien komplizierte Regelungen bezüglich der Erb- und Rechtsnachfolge, wie das Majorat (Ältestenrecht), oder in seltenen Fällen ein Erbtochter- oder Erbjungfernrecht; durch solche Abfolgen kann allerdings die als Mannesstamm bezeichnete Hauptlinie gänzlich „erlöschen“ (siehe dazu das Wappenrecht).
Eine wichtige Rolle spielt, ob die Vaterschaft biologisch oder nur rechtlich begründet ist (durch Vaterschaftsanerkennung oder Adoption); allerdings muss eine behauptete blutsverwandte Abstammung vom Vorvater nicht immer den Tatsachen entsprechen (siehe Kuckuckskinder und Fehlender Vaterschaftsbeweis), vor allem bei nur mündlich überlieferten Vorväter-Generationen (siehe Herkunftssagen).
Stammlinien beinhalten zumeist keine Geschwisterteile der Vorväter (Seitenverwandte wie Onkel, Großtanten oder Urgroßonkel), sowie keine Verwandten der Ehefrauen (affine Verwandte: Schwägerschaft). Die biblische Vätergeschichte beschreibt allerdings neben der Stammlinie des Erzvaters Abraham auch die jeweiligen Brüder – und manchmal auch Schwestern – der Vorväter und ihrer (teils mehreren) Ehefrauen. Anschauliche Beispiele für eine strikte, sehr lange Stammlinie bilden die beiden Abstammungslisten von Jesus Christus in den biblischen Evangelien: reine (Erbsohn-)Vater-Abfolgen bis zu 78 Generationen zurück (Ansippung an Abraham und Noah).

## Schaubild
Das folgende Schaubild ist von links nach rechts zu lesen, es beginnt mit dem Ahnherrn (entsprechend ist die Abfolge ab einer Stammmutter denkbar):
| Ehefrau              | Ehefrau              | Ehefrau              | Ehefrau              | Ehefrau              | Ehefrau              | … | … | … | … | … | … | Ehefrau                       | Ehefrau                       | Ehefrau                       | Ehefrau                       | Ehefrau                       | Ehefrau                       |  |  | Ehefrau                     | Ehefrau                     | Ehefrau                     | Ehefrau                     | Ehefrau                     | Ehefrau                     |  |  | Ehefrau                   | Ehefrau                   | Ehefrau                   | Ehefrau                   | Ehefrau                   | Ehefrau                   |  |  | Ehefrau               | Ehefrau               | Ehefrau               | Ehefrau               | Ehefrau               | Ehefrau               |  |  |                |                |                |                |                |                |  |  |  |  |  |  |  |  |  |  |  |  |  |  |  |  |  |  |  |  |  |  |  |  |  |  |  |  |  |  |  |  |  |  |  |  |
| Ehefrau              | Ehefrau              | Ehefrau              | Ehefrau              | Ehefrau              | Ehefrau              | … | … | … | … | … | … | Ehefrau                       | Ehefrau                       | Ehefrau                       | Ehefrau                       | Ehefrau                       | Ehefrau                       |  |  | Ehefrau                     | Ehefrau                     | Ehefrau                     | Ehefrau                     | Ehefrau                     | Ehefrau                     |  |  | Ehefrau                   | Ehefrau                   | Ehefrau                   | Ehefrau                   | Ehefrau                   | Ehefrau                   |  |  | Ehefrau               | Ehefrau               | Ehefrau               | Ehefrau               | Ehefrau               | Ehefrau               |  |  |                |                |                |                |                |                |  |  |  |  |  |  |  |  |  |  |  |  |  |  |  |  |  |  |  |  |  |  |  |  |  |  |  |  |  |  |  |  |  |  |  |  |
|                      |                      |                      |                      |                      |                      |   |   |   |   |   |   |                               |                               |                               |                               |                               |                               |  |  |                             |                             |                             |                             |                             |                             |  |  |                           |                           |                           |                           |                           |                           |  |  |                       |                       |                       |                       |                       |                       |  |  |                |                |                |                |                |                |  |  |  |  |  |  |  |  |  |  |  |  |  |  |  |  |  |  |  |  |  |  |  |  |  |  |  |  |  |  |  |  |  |  |  |  |
| Stammvater (Ahnherr) | Stammvater (Ahnherr) | Stammvater (Ahnherr) | Stammvater (Ahnherr) | Stammvater (Ahnherr) | Stammvater (Ahnherr) |   |   |   |   |   |   | Ururgroßvater (ältester Sohn) | Ururgroßvater (ältester Sohn) | Ururgroßvater (ältester Sohn) | Ururgroßvater (ältester Sohn) | Ururgroßvater (ältester Sohn) | Ururgroßvater (ältester Sohn) |  |  | Urgroßvater (ältester Sohn) | Urgroßvater (ältester Sohn) | Urgroßvater (ältester Sohn) | Urgroßvater (ältester Sohn) | Urgroßvater (ältester Sohn) | Urgroßvater (ältester Sohn) |  |  | Großvater (ältester Sohn) | Großvater (ältester Sohn) | Großvater (ältester Sohn) | Großvater (ältester Sohn) | Großvater (ältester Sohn) | Großvater (ältester Sohn) |  |  | Vater (ältester Sohn) | Vater (ältester Sohn) | Vater (ältester Sohn) | Vater (ältester Sohn) | Vater (ältester Sohn) | Vater (ältester Sohn) |  |  | Sohn …Erbsohn? | Sohn …Erbsohn? | Sohn …Erbsohn? | Sohn …Erbsohn? | Sohn …Erbsohn? | Sohn …Erbsohn? |  |  |  |  |  |  |  |  |  |  |  |  |  |  |  |  |  |  |  |  |  |  |  |  |  |  |  |  |  |  |  |  |  |  |  |  |
| Stammvater (Ahnherr) | Stammvater (Ahnherr) | Stammvater (Ahnherr) | Stammvater (Ahnherr) | Stammvater (Ahnherr) | Stammvater (Ahnherr) |   |   |   |   |   |   | Ururgroßvater (ältester Sohn) | Ururgroßvater (ältester Sohn) | Ururgroßvater (ältester Sohn) | Ururgroßvater (ältester Sohn) | Ururgroßvater (ältester Sohn) | Ururgroßvater (ältester Sohn) |  |  | Urgroßvater (ältester Sohn) | Urgroßvater (ältester Sohn) | Urgroßvater (ältester Sohn) | Urgroßvater (ältester Sohn) | Urgroßvater (ältester Sohn) | Urgroßvater (ältester Sohn) |  |  | Großvater (ältester Sohn) | Großvater (ältester Sohn) | Großvater (ältester Sohn) | Großvater (ältester Sohn) | Großvater (ältester Sohn) | Großvater (ältester Sohn) |  |  | Vater (ältester Sohn) | Vater (ältester Sohn) | Vater (ältester Sohn) | Vater (ältester Sohn) | Vater (ältester Sohn) | Vater (ältester Sohn) |  |  | Sohn …Erbsohn? | Sohn …Erbsohn? | Sohn …Erbsohn? | Sohn …Erbsohn? | Sohn …Erbsohn? | Sohn …Erbsohn? |  |  |  |  |  |  |  |  |  |  |  |  |  |  |  |  |  |  |  |  |  |  |  |  |  |  |  |  |  |  |  |  |  |  |  |  |

In absteigender Folge (hier von links nach rechts) ist der „Stammhalter“ der Linie immer der erstgeborene oder älteste Sohn aus einer legitimen Eheverbindung (siehe Erstgeburtsrechte, Unehelichkeit).

## Nebenlinien
Eine Stammlinie kann sich aufspalten und eine Seitenlinie bekommen, bei Adelsfamilien wird zwischen der Hauptlinie und möglichen Nebenlinien unterschieden. Die Stammlinie eines Hauses wird normalerweise vom ältesten Sohn fortgeführt (Primogenitur). Wird aber dieses Erstgeburtsrecht oder das Ältestenrecht (Majorat) nicht umgesetzt, kann ein jüngerer Sohn eine Nebenlinie begründen (Sekundogenitur), jeweils geregelt über ein familieneigenes Hausgesetz. Bei Anwendung dieser Form der Erbteilung erhält der jüngere Sohn keine normale Abfindung, sondern zusätzlichen Besitz und soziales Ansehen (siehe auch Minorat).

## Römisches Recht der Agnation
Stammlinien werden auch als agnatisch bezeichnet, eine Bezeichnung aus dem alten römischen Recht für ausschließlich männliche Blutsverwandte, die Agnaten (lateinisch agnatus „der Hinzu-/Nachgeborene“). Die Agnation war Teil der römischen Vorstellung von „väterlicher Gewalt“ (patria potestas) und betrachtete männliche und weibliche Seitenverwandte als nur kognatisch („mitgeboren“). Agnatisch gesehen ist ein Sohn nicht mit den Schwestern seines Vaters (Tanten) verwandt, streng genommen nicht einmal mit seinen eigenen Schwestern.

## Ethnologie
In der Ethnosoziologie wird die Abstammung und Erbfolge in rein männlicher Linie als patrilinear bezeichnet (lateinisch „in der Linie des Vaters“: Väterlinie). Fast 50 % der weltweit erfassten 1300 Ethnien und indigenen Völker ordnen sich patrilinear, fast alle wohnen nach einer Heirat patri-lokal beim Ehemann oder seinem Vater, die Ehefrau muss hinzuziehen. Die eigenen Töchter heiraten hinaus (siehe Exogamie), während die Söhne ihre Ehefrauen aus anderen Familien hereinholen. Dieser Praxis folgen auch an Stammlinien ausgerichtete Familien. Den direkten Gegensatz zu einer Stammlinie bildet die matri-lineare Abstammungsfolge über die Mütterlinie, nach der sich 13 % aller ethnischen Gesellschaften organisieren; oft wohnen sie matri-lokal bei der Familie der Ehefrau. Neben diesen einlinigen Abfolgen gibt es gemischte Linien, die aus der väterlichen und der mütterlichen Herkunft gebildet werden, wie die auch in modernen Gesellschaften übliche kognatisch-bilaterale Abstammung von beiden Elternteilen.

## Ahnenforschung
Die ältere Ahnenforschung beschränkte sich oft auf die männliche Stammreihe, allerdings sind vor allem für die medizinische Diagnose von vererbbaren Krankheiten sowohl die weibliche wie die männliche biologische Abstammungslinie entscheidend. Die neuere Genealogie strebt deshalb nach umfangreichen Ahnenlisten, die kognatisch-bilateral beide Abstammungslinien zusammenbringen, ohne Hervorhebung der Väterlinie. In der biologischen Vererbungslehre (Genetik) werden die beiden Abstammungslinien als paternal (vaterseitig) und maternal (mutterseitig) unterschieden.